# Kósa András (színművész)
Kósa András (Budapest, 1934. november 19. – Budapest, 2001. április 7.) magyar színész.

## Életpálya
Pályájáról mesélte: 

„Technikusi végzettséggel épp egy textilüzemben dolgoztam fűtőként, amikor értesültem róla, hogy a Faluszínház statisztákat keres. Reggel kilenckor odamentem, és tizenegykor már telefonáltam volt munkahelyemre, hogy nem lapátolok tovább. Még aznap Szirmai Albert: Mézeskalács című operettjének I. legényeként elkezdtem a próbákat. Nemsokára valaki megbetegedett, és szeptembertől színész státusba kerültem. Innen datálódik Kalmár Tiborral a máig tartó barátságunk. A boldog emlékezetű Tarka Színpad táncos komikusának szerződtettek. Az ott eltöltött három év Bilicsi Tivadar, Feleki Kamill és mások társaságában felért tíz főiskolával. Aztán 1963 óta megszakítás nélkül a Vidám Színpadon vagyok.”

Az Állami Déryné Színházban kezdte színészi pályáját 1957-ben. 1960-tól a Tarka Színpad, 1963-tól a Vidám Színpad tagja, ahol színész, és egy időszakban konferanszié is volt. A televízió kabaréműsoraiban is gyakran láthatták a nézők. A jelenetekben nem csak szerepelt, de közülük számosnak a szerzője is volt. Haláláig a Vidám Színpadon játszott és utolsó éveiben vendégként szerepelt az Újpest Színházban is. 2001. április 7-én hunyt el.

## Fontosabb színházi szerepei
- Szirmai Albert – Bakonyi Károly – Gábor Andor: Mágnás Miska... Mixi gróf
- Jacobi Viktor: Leányvásár... Fritz
- William Shakespeare: Rómeó és Júlia... Paris
- Erdődy János – Innocent-Vincze Ernő – Horváth Jenő – Tamássy Zdenko: Űrmacska... Korniss, Klári főnöke
- Abay Pál – Halász Rudolf: Csodaáruház... Pista
- Abay Pál – Romhányi József: Riói éjszakák... Kalotai
- Szenes Iván – Bágya András: Őfelsége, a sztár... Sorell, filmember
- Garai Tamás – S. Nagy István – Szenes Iván: Tarka farsang... szereplő
- Hunyady Sándor: Lovagias ügy... Pali
- Gádor Béla – Görgey Gábor – Fényes Szabolcs: Részeg éjszaka... Feri
- Eisemann Mihály: Fiatalság, bolondság... Artur
- Bencsik Imre: Kölcsönlakás... Csatai
- Maurice Hennequin – Pierre Veber: Elvámolt éjszaka... Leblanc
- Marcel Mithois – Pongrácz Zsuzsa – Aldobolyi Nagy György – G. Dénes György: Férjvadász... Pascal de Vontauban
- Szinetár György – Behár György – Szenes Iván: Fogad 3-5-ig... Szakolczy László
- Róna Tibor – Romhányi József:Több nyelven beszélünk... szereplő
- Kalmár Tibor – Abody Béla – Novobáczky Sándor – Kaposy Miklós: Él még a kabaré?!... szereplő
- Marc Camoletti: Leszállás Párizsban... Bernard
- Csizmarek Mátyás – Brand István: Nem élünk kolostorban... Jocó
- Vlagyimir Konsztantyinov – Borisz Racer: Segítség, válunk!... Magnyickij
- Peter Hacks – John Gay – G. Dénes György: Polly Amerikában... Mackós Jack
- Paradicsomi demokrácia... szereplő
- Kellér Dezső Dobogón vagyunk... szereplő
- Nóti Károly: Nyitott ablak... Hadnagy
- Hol a határ?... szereplő
- Lakner Artúr: Édes mostoha... Apa
- Görgey Gábor: Szexbogyó... Portás
- George Axelrod: Good bye, Charlie!... Greg Morris, ügyvéd
- Ray Cooney: Délután a legjobb... Pincér
- Ray Cooney: Család ellen nincs orvosság... Rendőrőrmester
- Ray Cooney: Pénz áll a házhoz... Slater
- Vaszary Gábor – Szenes Iván: Az ördög nem alszik... Nick
- Zanatórium... szereplő
- Volt egyszer egy vadkelet... szereplő
- Mindenki mondjon le... szereplő
- Fejér István: Folytassa Hacsek... Andaházi
- Jean Poiret: Őrült nők ketrece... Francis, rendező
- Peter Stone – Jule Stone – Bob Merrill – Miklós Tibor: Van, aki forrón szereti... Dude
- Minden kegy elkelt... szereplő
- Ken Ludwig: Vegyes páros... Szállodai londiner
- Eugène Scribe: Vihar egy pohár vízben... Thomson
- Terence Frisby: Lány a levesemben... Portás
- J. M. Crawford: Udvari páholy... Flórián (Újpest Színház)
- Brandon Thomas – Aldobolyi Nagy György – Szenes Iván: Charley nénje... Barsett, szolga
- Ezt is túléltük! – szereplő (Centrál Színház)
- Harsányi Gábor: Mindhalálig szex... szereplő

## Filmes és televíziós szerepei
- Életmentő véradók (1961, rövid játékfilm)
- Fiatalokért (1961, rövid játékfilm)
- Bliccelők (1962, rövid játékfilm) – A lépcsőn leugró utas
- Csudapest (1962)
- Lopott boldogság (1962)
- A nagy fény (1966) – Autós
- És akkor a pasas… (1966) – Rendezőasszisztens
- Tánckongresszus (1966) – Közbeszóló
- Könnyű kis gyilkosság (1967)
- Fenegyerekek (1968, rövid játékfilm)
- Irány Mexikó! (1968) – Fiatal operatőr
- 7 kérdés a szerelemről (és 3 alkérdés) (1969) – Bérletes
- Bözsi és a többiek 1-3. (1969, minisorozat) (Érettségi találkozó című rész)
- Őrjárat az égen 1-4. (1969, tévésorozat)
- VII. Olivér (1969)
- A jövő század zenéje (1970)
- Bors II. (1970, tévésorozat)
- Egy óra múlva itt vagyok… 12-13. (1971, tévésorozat) – Hauser főhadnagy
- Fekete macska (1972) – Rendőr a Kékfényben
- Mire megvénülünk (1978, tévésorozat) (5. részben)
- Zenés TV Színház: Maya (1978)
- Képviselő úr (1979)
- Rang és mód (1980) – Inas
- A Kazal (1981)
- Mindenre van magyarázat! (1982)
- Kikkel vagyunk körülvéve? (1984)
- Kölcsönlakás (1984) – Attila, sofőr
- Most mi jövünk (1985)
- A magyar kabaré levelező tagja (1986)
- Szomszédok (1988, tévésorozat) – Vendéglős (34. részben)
- Gyuszi ül a fülben (1989-1990, tévésorozat)
- A nemzet özvegye (1990)
- Lány a levesemben (színházi előadás tv-felvétele)
- Új Gálvölgyi Show (sorozat) (1992. szeptember 30.)
- Csalafintaságok (1993; kabaréshow)
- Aranyoskáim (1996)
- Akinek humora van (2003)
- Üdítő (Szilágyi Tibor műsora) (2010)
- Kulisszatitkok
- Mesél a pesti Broadway
- A próbaper
- Szeletek a tortámból - Máthé Erzsi születésnapi műsora (szereplő)

## Szinkronszerepei

### Filmek
| Év   | Cím                         | Szereplő | Színész          | Szinkron év |
| ---- | --------------------------- | -------- | ---------------- | ----------- |
| ?    | Még egyszer boldog új évet! | N/A      | N/A              | 1988        |
| 1972 | Rablás női módra            | Albert   | Serge Gainsbourg | 1980        |
| 1984 | Mire megyek az apámmal?     | Paul     | Luis Rego        | 1986        |
| 1987 | Vörös Hold                  | N/A      | N/A              | 1991        |

### Rajzfilmek
| Év   | Cím                                     | Szereplő         | Szinkronhang   | Szinkron év |
| ---- | --------------------------------------- | ---------------- | -------------- | ----------- |
| 1963 | Frédi és Béni IV. (1. magyar szinkron)  | N/A              | N/A            | 1977        |
| 1980 | Vrungel kapitány kalandjai              | Giulico Banditto | Szemjon Farada | 1983        |
| 1985 | Az elsüllyedt világok I.                | Lézenge          | N/A            | 1988        |
| 1985 | Bob és Bobek – II/26. rész: A diszkóban | Bob              | N/A            | 1988        |
| 1989 | A kis hableány                          | Csikóhal         | Will Ryan      | 1990        |
| 1989 | Denver, az utolsó dinoszaurusz II.      | N/A              | N/A            | 1991        |